# Hans Haubold von Einsiedel
Hans Haubold von Einsiedel (* 17. August 1654 in Wolkenburg; † 1. Oktober 1700 in Gersdorf) war ein kursächsischer Hofbeamter und Besitzer mehrerer Güter. Er war königlich-polnischer und kursächsischer Kammerherr, Marschall des Kurprinzen Johann Georg (1689), Oberhofmeister der verwitweten Kurfürstin Anna Sophie, zuletzt Geheimer Rat in Dresden.
Hans Haubold stammte aus der Linie Scharfenstein und war der Sohn von Rudolf Haubold von Einsiedel (1616–1654) und der Agnes von Schönberg. Der Vater starb kurz vor seiner Geburt. Er heiratete am 17. Februar 1689 im Residenzschloss Dresden Anna Sophia von Rumohr (1671–1725), die nach seinem Tod und bis zur Volljährigkeit ihres ältesten Sohnes die Geschäfte führte und die Besitzungen Seidenberg, Reibersdorf, Wolkenburg, Löbichau, Gersdorf und Ehrenberg verwaltete. Sie lebten in Dresden in einem Haus in der Seegasse. Ihr Vater ließ für sie als Witwensitz das Schloss Oppurg erbauen.
Nach dem Tod des Mannes war Anna Sophia auch unternehmerisch tätig. So kaufte sie vom kursächsisch-polnischen Kammer- und Bergrat Samuel Friedrich Rappold und Johann Wilhelm Dinckler 1704 die um Sangerhausen und Bottendorf gelegenen Berg- und Hüttenwerke auf.
Hans Haubold von Einsiedel hinterließ folgende Kinder:
- Johann George von Einsiedel (1692–1760), 1745 in den Reichsgrafenstand erhoben
- Cay Rudolph Haubold von Einsiedel (1693–1730), kursächsisch-polnischer Kammerherr
- Anne Sophie von Einsiedel (1694–1754), verehelicht mit Johann Friedrich Carl Graf Bose
- Wilhelmine Ernestine von Einsiedel (1695–1737), verehelicht mit Adam Friedrich von Schönberg
- Detlev Heinrich von Einsiedel (1698–1746), kursächsisch-polnischer Kammerherr und Herr der Standesherrschaft Seidenberg, hinterließ keine männlichen Erben